# Хижинці (Вінницький район)
Хи́жинці — село в Україні, у Лука-Мелешківській сільській громаді Вінницького району Вінницької області.
Хижинці розміщені за 8 км від обласного центру м. Вінниця. Населений пункт розташований на горбистій рівнині. Ґрунти переважно суглинкові. Територія 439,24 га, населення 1220 осіб, 602 садиби.
В Хижинецькій школі І-ІІІ ст. навчаються 140 учнів, в ДНЗ «Золотий ключик» виховуються 62 дітей. Також є ФАП, фермерське господарство «Зерно-А», народний дім, 5 магазинів, дві церкви, в тому числі православний Храм Різдва Пресвятої Богородиці.

## Історія
Територія сучасного села Хижинці почала заселятися в добу палеоліту (1—10 млн років тому). Про поселення в період неоліту і енеоліту свідчать знайдені кам'яні знаряддя праці.
Цією місцевістю в ранньослов'янський період кочували поселення трипільської і черняхівської культур.
Назва села, очевидно, походить від слова «хижа» — хатина, і сягає середини XVII століття. За переказами, запорізький козак, повертаючись з війни, вирішив оселитись у цій місцевості і побудував тут першу хижу — хатину, але достеменно це невідомо.
Вперше відомості про село Хижинці подаються на 1579 рік разом із сусіднім селом Лукою, які розташовані по ліву сторону річки Південний Буг.
В архівних матеріалах збереглася грамота польського короля Сигізмунда за 1596 рік, в якій вказано, що села Хижинці та Цвіжин жалувані королем ротмістру Олександру Балабану за службу у Коронному війську. Також відомо, що на 1600 рік населений пункт належав шляхтичу Струєю. На 1604 рік власником став Марчин Хрушлинський.
В 1629 році в селі нараховувалося 110 дворів, з яких збирався податок по 5 злотих з господарства. Отже, на початок 17 століття Хижинці були досить значним населеним пунктом. 1717 року хижани збудували нову церкву. Вона була дерев'яна, але на кам'яному фундаменті.
У державному архіві області історичні відомості про Хижинці знаходяться починаючи з XVIII століття. Історик і етнограф Юхим Сіцінський писав:
|  | Село Хижинці розташоване на рівній місцевості, річки в селі немає. До найближчого міста 8 верств. Ґрунти переважно глинисті, що не завжди сприяє гарному врожаю. Заняття селян землеробство і садівництво, останнє є великою підмогою в матеріальному становищі, а також є багато теслярів, що вміють будувати будинки, в старовину «хижи». Займаються бджільництвом і ткацтвом. |

Хижинці були державним (казенним) селом. 1809 року село було віддане в оренду поміщикові Авгестинові Джешку.
У 1869 році збудована церква на кам'яній основі на честь Різдва Пресвятої Богородиці. До 1890 року до неї ходили і жителі села Сокиринці, в яких не було власної церкви.
Згідно акту ревізії, складеного в 1872 році, в селі було 365 десятин присадибної землі, 77 дворів колишніх державних селян і 21- відставних солдат з сім'ями. Разом 98 дворів. На чолі сільської громади стояв староста, якого обирали на сільському сході. Близько 1895 року старостою села був Дем'ян Якович Ільченко.
Тоді ж починається збір коштів населення села Хижинці та навколишніх сіл для побудови училища. Будівництвом школи займався відставний офіцер, житель Немирова Мовій Клейнер. Вчителювали у ній Фавст Шведовський, Антон Гальченко, Ніл Чепуровський. 8 березня 1887 року відкрилося народне училище, в якому почали навчатися 109 хлопчиків і 4 дівчинки. Першим учителем призначили Антона Гальченка. На 1910 рік училище стало двокомплектним, навчалося 50 учнів.
Половина селян тоді ж мала залізні плуги.
В 1929 році радянською владою в селі організовано колгосп «Червоний Борець».
Під час другого голодомору у 1932–1933 роках у селі загинуло 200 осіб.
19 липня 1941 року фашистсько-німецькі парашутисти десантувалися біля церкви. Під час війни у Хижинцях тривала німецька окупація. 155 односельчан загинули на її фронтах.
Після відновлення радянського ладу, як повідомляє Історія міст і сіл Української РСР (1968—1972), у Хижинцях розміщувався колгосп «Дніпро» з напрямками: вирощування зернових, цукрових буряків; тваринництво. З інфраструктури були середня школа, бібліотека, клуб, медпункт, дитячі ясла. Населення тоді складало 1881 людину. Сільській раді було підпорядковане село Сокиринці. З 1969 року діяв колгосп «Перемога», в якому працювали мешканці не тільки Хижинець, а й Соловіївки (власного колгоспу не мала), Парпурівець, Сокиринець, Щіток.
У 1986 році до села приєднано сусіднє село Соловіївка.
1994 року колгосп був реорганізований; земля була передана в колективну власність 753 пайовикам; частка земельного паю становила 1,66 га.

### Об'єднання територіальних громад
З 2015 року тривав процес об'єднання сіл Парпурівці, Сокиринці та Хижинці в Сокиринецьку об'єднану територіальну громаду з адміністративним центром в селі Хижинці.
5 липня 2016 року на спільному засіданні сесій Сокиринецької та Парпуровецької сільських рад були ухвалені рішення «Про добровільне об'єднання Сокиринецької та Парпуровецької сільських рад у Сокиринецьку об'єднану територіальну громаду з адміністративним центром в селі Хижинці». У вересні того ж року Центральна виборча комісія призначила перші вибори депутатів Хижинецької сільської ради та Хижинецького сільського голови. Вибори відбулися 11 грудня 2016 року.

## Населення

### Мова
Розподіл населення за рідною мовою за даними перепису 2001 року:
| Мова       | Кількість | Відсоток |
| ---------- | --------- | -------- |
| українська | 1241      | 99.36%   |
| російська  | 5         | 0.40%    |
| білоруська | 3         | 0.24%    |
| Усього     | 1249      | 100%     |

## Люди
В селі народились:
- Борисенко Валентина Кирилівна (нар. 1945) — етнографиня[11]
- Павлусенко Андрій Трохимович (1914—2000) — бандурист, композитор, поет
- Павлусенко Микола Андрійович (1944—1999) — художник.